# José María Robles Hurtado
José María Robles Hurtado (Mascota, 3 maggio 1888 – Quila, 26 giugno 1927) è stato un presbitero messicano, fondatore delle Suore del Cuore di Gesù Sacramentato. Impiccato sotto il governo di Plutarco Elías Calles per aver continuato a esercitare il ministero parrocchiale nonostante il divieto, fu beatificato come martire nel 1992 e proclamato santo da papa Giovanni Paolo II nel 2000.

## Biografia
Nacque in una famiglia molto cattolica da Antonio Robles e di Petronilla Hurtado a Mascota, Jalisco. A dodici anni entrò nel seminario di Guadalajara. Venne ordinato sacerdote nel 1913, all'età di 25 anni.
Alcuni anni dopo fondò la congregazione delle Suore Vittime del Cuore Eucaristico di Gesù (dette, dal 1951, Suore del Cuore di Gesù Sacramentato). Scrisse numerosi testi per la diffusione della fede cattolica ed inoltre diffuse la catechesi in modalità impedite dalle leggi messicane di allora. Parroco a Tecolotlán, promosse una maggiore devozione verso il Sacro Cuore di Gesù attraverso la predicazione, l'esempio e la personale devozione alla Santa Eucaristia. Il suo zelo era così famoso che venne soprannominato "il pazzo del Sacro Cuore". Curò instancabilmente i malati nella sua parrocchia e trascorreva parecchio tempo a confessare i suoi parrocchiani. Si adoperò anche per promuovere la devozione per la Madonna di Guadalupe. Era anche un Cavaliere di Colombo.

## Persecuzione
All'epoca la costituzione messicana del 1917 proibiva le processioni pubbliche ed altre pratiche devozionali. Hurtado propose di costruire un'enorme croce da disporre nel centro geografico del Messico per simboleggiare che il Messico aveva riconosciuto Cristo come suo re ed organizzò una cerimonia pubblica per la posa della pietra angolare della croce, violando così la costituzione messicana.
Nel 1923, 40.000 cattolici erano andati sul luogo della croce per partecipare alla cerimonia sulla collina che allora si chiamava "La Loma" ed ora è nota come la "montagna di Cristo Re". Dopo questo gesto di sfida, il governo decise di intensificare la persecuzione dei cattolici nel Messico e di fare in modo che Hurtado non prendesse più simili iniziative.
Nonostante l'aumento della repressione e gli inviti espliciti a lasciare il Messico, Hurtado preferì rimanere, continuando ad assistere la sua Congregazione ed offrire aiuto spirituale ai superstiti e alle famiglie dei cattolici perseguitati ed uccisi dal governo. Tempo dopo, iniziò a promuovere l'idea della difesa armata dei cattolici che soffrivano la persecuzione.

## Morte
Hurtado venne arrestato nel giugno 1927 per aver celebrato Messa nella casa della famiglia Agraz, che lo stava nascondendo e in una poesia che scrisse qualche giorno prima che venisse eseguita la sua condanna, disse:

Desidero amare il tuo Cuore,

Gesù mio, con partecipazione totale,

desidero amarlo con passione,

desidero amarlo fino al martirio.

Con l'anima ti benedico,

mio Sacro Cuore;

dimmi: Si arriva all'attimo

della felice ed eterna unione?".
Il 26 giugno venne condotto ad un albero per essere impiccato. Mostrò compassione per coloro che dovevano eseguire la sentenza. Offrì loro una piccola candela votiva che aveva in tasca per illuminare il cammino verso l'albero a cui sarebbe stato impiccato. All'ultimo, li perdonò per quello che erano costretti a fare. Prese il cappio dicendo a coloro che glielo porgevano: "Non vi farò sporcare le mani" e dopo averlo baciato se lo mise al collo.